# Wiatr gwiazdowy
Wiatr gwiazdowy – strumień cząstek z zewnętrznych warstw atmosfery gwiazdy. Intensywny wiatr gwiazdowy może prowadzić do znacznej utraty masy przez gwiazdę w trakcie jej ewolucji. Zjawisko jest wywołane przez ciśnienie promieniowania emitowanego przez gwiazdę (por. jasność Eddingtona) i przez zjawiska magnetyczne zachodzące w jej atmosferze.
Różne rodzaje wiatru spotykamy w różnych typach gwiazd. 
Najsilniejsze wiatry, o tempie utraty masy przez gwiazdę przekraczającym nawet 0,001 masy Słońca na rok, występują na etapie formowania się gwiazdy oraz w końcowych stadiach ewolucji gwiazd, na gałęzi olbrzymów. Wiatry takie są powolne, o prędkościach rzędu dziesiątek km/s, a powstają w wyniku działania ciśnienia promieniowania na pył powstający w stosunkowo chłodnej i rozdętej atmosferze gwiazdy. Przykładem młodej gwiazdy o silnym wietrze gwiazdowym jest T Tauri, a gwiazdy zaawansowanej ewolucyjnie – Gwiazda Wolfa-Rayeta.
W przypadku gwiazdy typu G (takiej jak Słońce), wiatr jest wynikiem dyssypacji pola magnetycznego w górnych warstwach atmosfery, co prowadzi do powstania korony słonecznej i wiatru słonecznego. Prędkości takiego wiatru osiągają wartości kilkaset km/s, a wypływ masy jest stosunkowo niewielki.   
Młode gwiazdy ciągu głównego typu O i B charakteryzują się dość intensywnymi i szybkimi wiatrami (prędkości powyżej tysiąca km/s) wywołanymi ciśnieniem promieniowania. Tempo wypływu to poniżej 0,000001 masy Słońca na rok. 
Gwiazda (zwłaszcza masywna) w trakcie ewolucji może utracić ponad połowę swojej masy. 

## Literatura
- Marcin Kubiak, "Gwiazdy i materia międzygwiazdowa", PWN, Warszawa 1994.